# Myrafälle

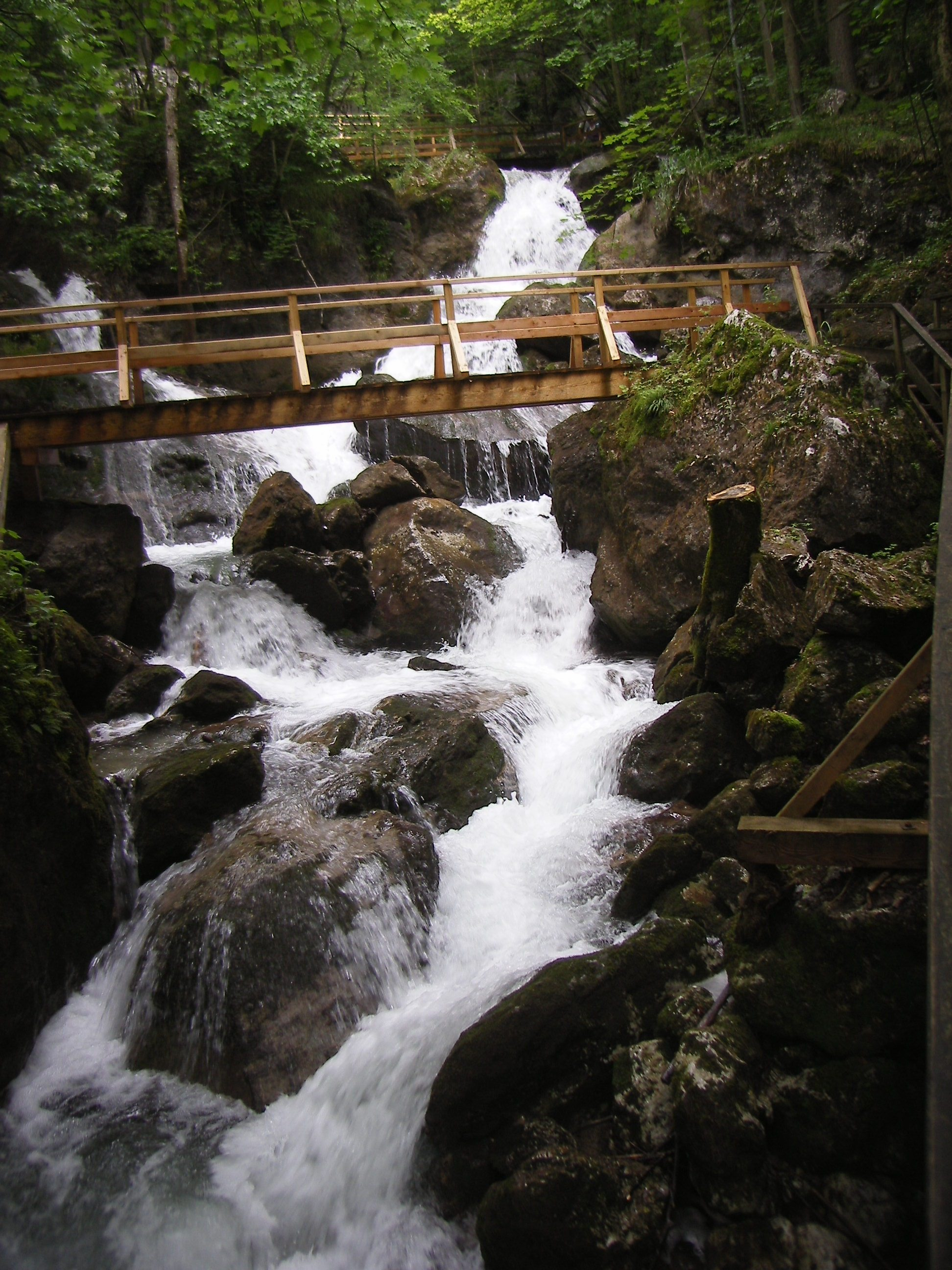
Steiganlage bei den Myrafällen

Die Myrafälle (seltener: Mirafälle; Aussprache immer mit «i») befinden sich im Gemeindegebiet von Muggendorf im Bundesland Niederösterreich. Die Klamm wird vom Myrabach gebildet, einem kleinen Nebenfluss der Piesting am Fuße des Unterbergs.

## Ursprung, Geschichte, Nutzung

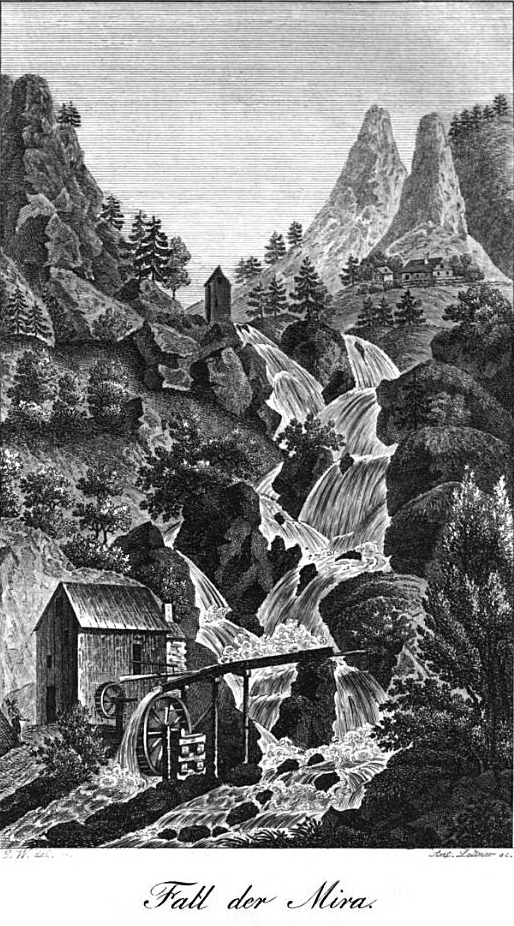
Ein Stich aus dem Jahre 1831

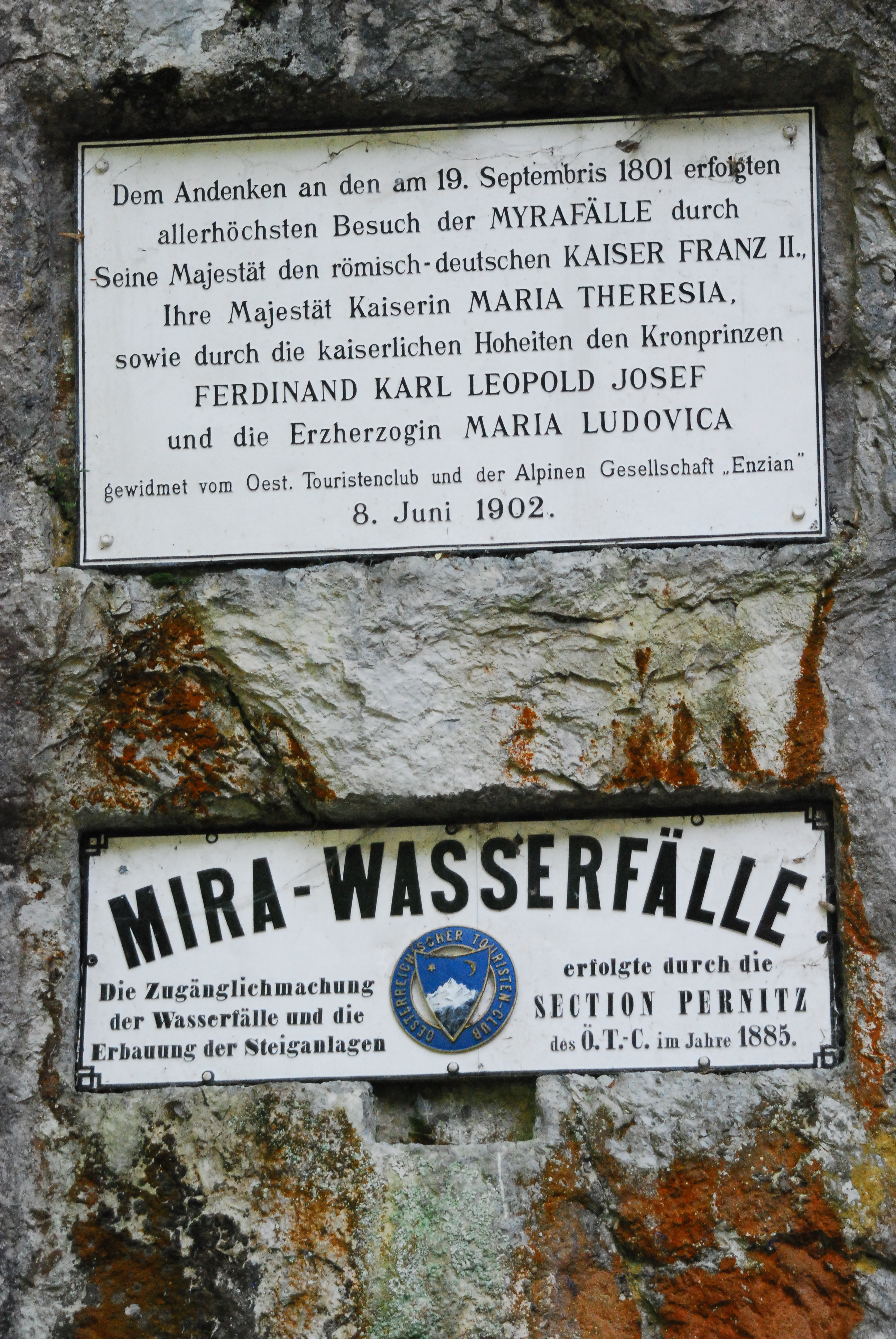
Erinnerungstafeln beim Einstieg in die Myrafälle

Der Wasserfall ist nicht zu verwechseln mit dem Mirafall 50 km westlicher am Ötscher. Miragraben heißt auch das Tal des oberen Rainbachs, vom Unterberg westwärts nach Rohr. Das erreicht man von hier auf einem alten Pilgerweg nach Mariazell, der von hier über die Kapelle Maria Einsiedl (beim Unterberg-Schutzhaus) hinüber führt. Dass die Täler oder Bäche auf beiden Seiten des Passes gleich heißen, findet sich in den Alpen öfter.
Die Myra, wie der Bach auch genannt wird, entspringt am Fuße des Unterbergs aus der sagenumwobenen Myralucke, einer Quelle, die vom Grundwasser des Unterbergs gespeist wird. Obwohl die Myra nur wenige Kilometer lang ist, trieb sie früher viele Mühlen und Sägewerke im Myratal.
Angeführt vom Österreichischen Touristenklub formierte sich 1899 eine Bewegung gegen „die Ausnützung dieser Fälle für industrielle Zwecke und damit die Vernichtung einer Naturschönheit“. 1898 hatte Oskar Edler von Rosthorn im Zusammenhang mit dem Ansuchen um die Konzession für Bau und Betrieb eines Elektrizitätswerks betroffene Liegenschaften erworben. Mit der Tatsache dieser Eigentümerschaft versuchte Rosthorns Vertreter in einem an den Österreichischen Touristenklub gerichteten Schreiben, die ablehnende Haltung des Vereins zu brechen bzw. sogar ins Gegenteil zu verkehren: Der Club möge bedenken, „daß der Concessionswerber es auch in seiner Macht hat, durch Ausholzung der die Abhänge der Schlucht bedeckenden Wälder die malerische Schönheit der Schlucht dauernd zu vernichten“.
Am 17. Dezember 1912 wurde von der Stadt Wiener-Neustadt beschlossen, für die Errichtung eines Elektrizitätswerks zu stimmen. Am 13. Juni 1913 fand die über „die industrielle Ausnützung der Wasserfälle“ mitentscheidende wasserrechtliche Begehung des Mirabaches statt. In der Folge erbaute die dem ursprünglichen Rechteinhaber Oskar Edler von Rosthorn nachgefolgte Immobilarbank an den Myrafällen ein kleines Speicherkraftwerk, das Myrawerk, das bis 1974/1975 in Betrieb war.
Die eigentliche Klamm mit den Wasserfällen ist etwa 600 Meter lang, der Höhenunterschied beträgt 70 Meter. Die Klamm verläuft von Nord nach Süd und ist als Naturdenkmal geschützt. Der Klammuntergrund besteht aus Kalkstein. Der Myrabach fällt in mehreren Kaskaden durch die Klamm, am oberen und unteren Ende wird das Wasser jeweils zu einem kleinen Weiher gestaut.
Durch die Klamm führt ein gut ausgebauter und populärer Wanderweg, der 1885 vom Österreichischen Touristenklub, Sektion Pernitz, unter Errichtung von 19 Brücken und 8 Stiegen angelegt wurde (Eröffnung: 9. August 1885) und seither betreut wird.
Beim Einstieg in die Myrafälle befinden sich zwei Erinnerungstafeln. Die erste erinnert an die „Zugänglichmachung der Wasserfälle und die Erbauung der Steiganlagen durch die Section Pernitz des Ö.T.C.“ Die zweite Tafel ist gewidmet „Dem Andenken an den am 19. September 1801 erfolgten allerhöchsten Besuch der Myrafälle durch Seine Majestät den römisch-deutschen Kaiser Franz II., Ihre Majestät Kaiserin Maria Theresia, sowie durch die kaiserlichen Hoheiten den Kronprinzen Ferdinand Karl Leopold Josef und die Erzherzogin Maria Ludovica – gewidmet vom Oest. Touristenclub und der Alpinen Gesellschaft ‚Enzian‘ – 8. Juni 1902“.
Am oberen und unteren Ende der Klamm befinden sich Gaststätten. Der Eingang zur Klamm, etwa 300 Meter nördlich der Ortschaft Muggendorf gelegen, ist zu Fuß oder mit dem Pkw (Parkplatz) leicht zu erreichen.
Die Myra mündet kurz nach den Fällen in Pernitz in die Piesting.

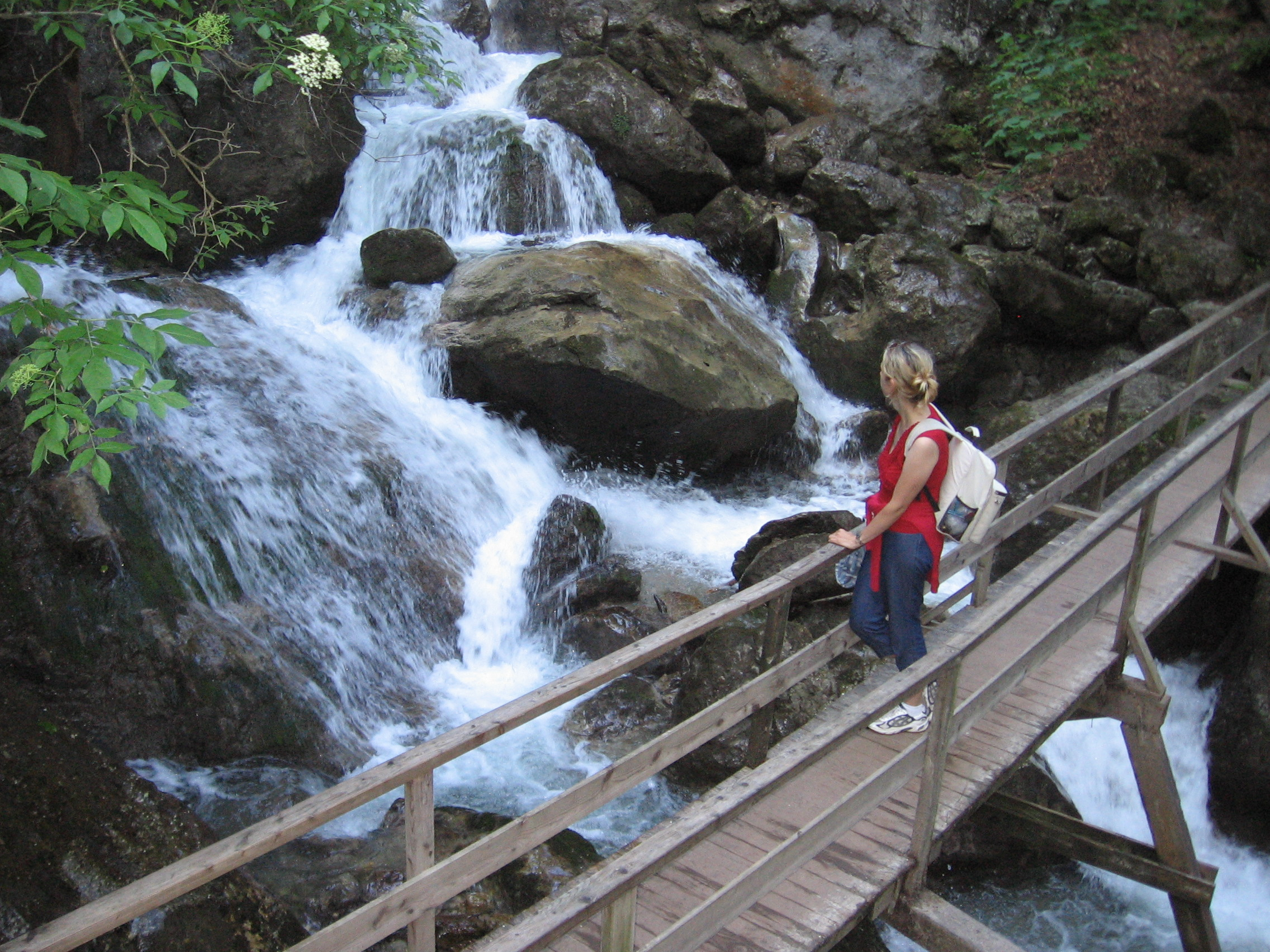
Steiganlage bei den Myrafällen
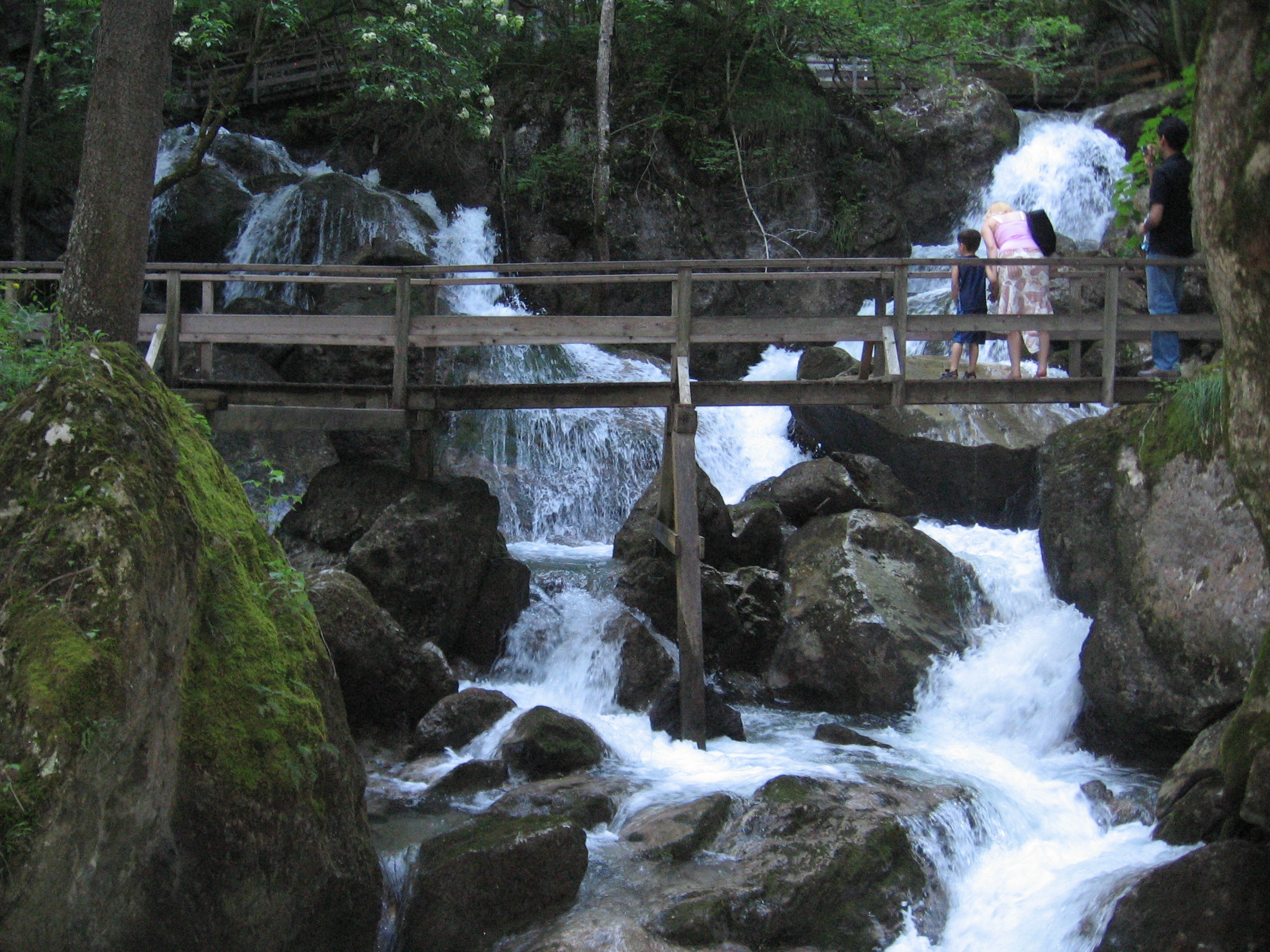
Steiganlage bei den Myrafällen
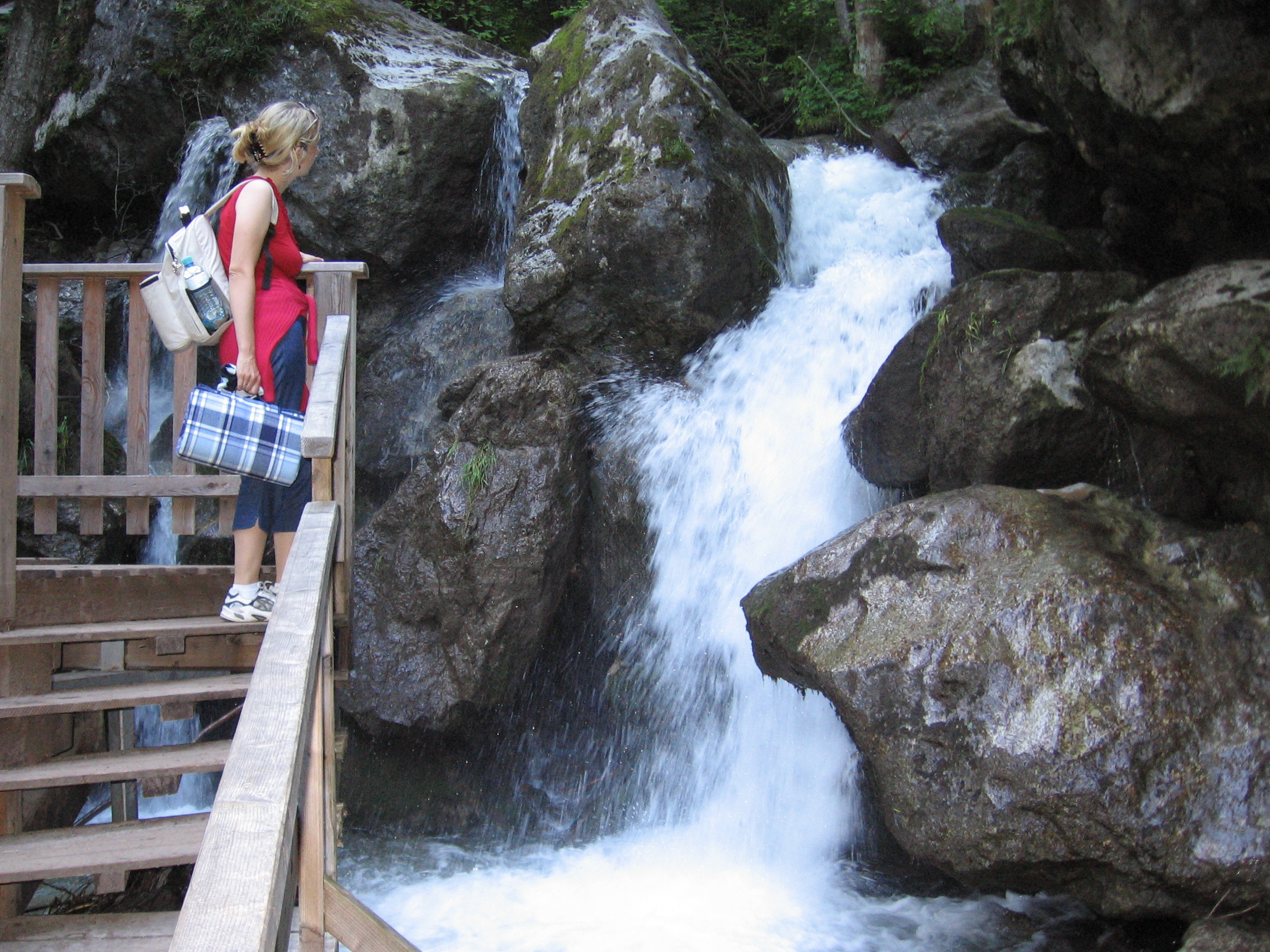
Steiganlage bei den Myrafällen
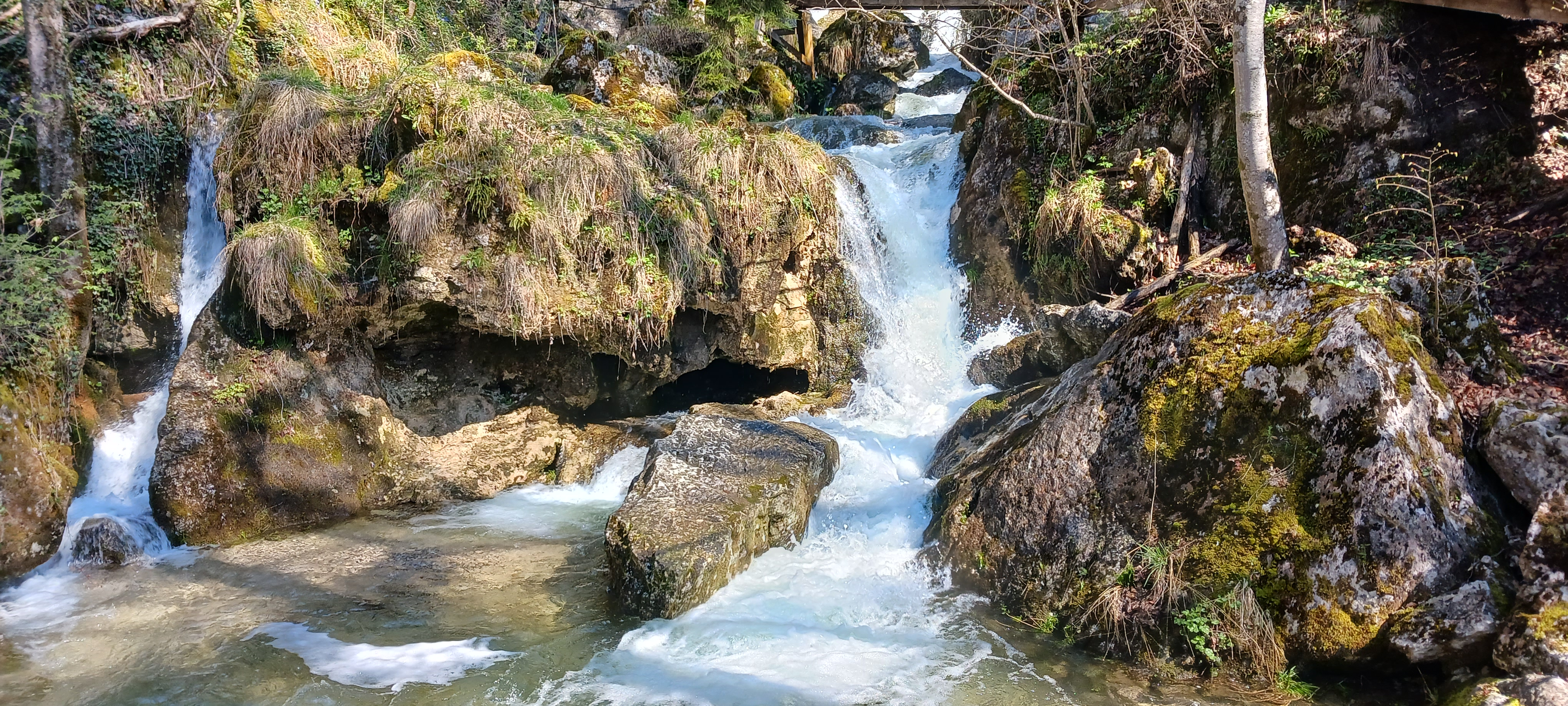
Steiganlage bei den Myrafällen
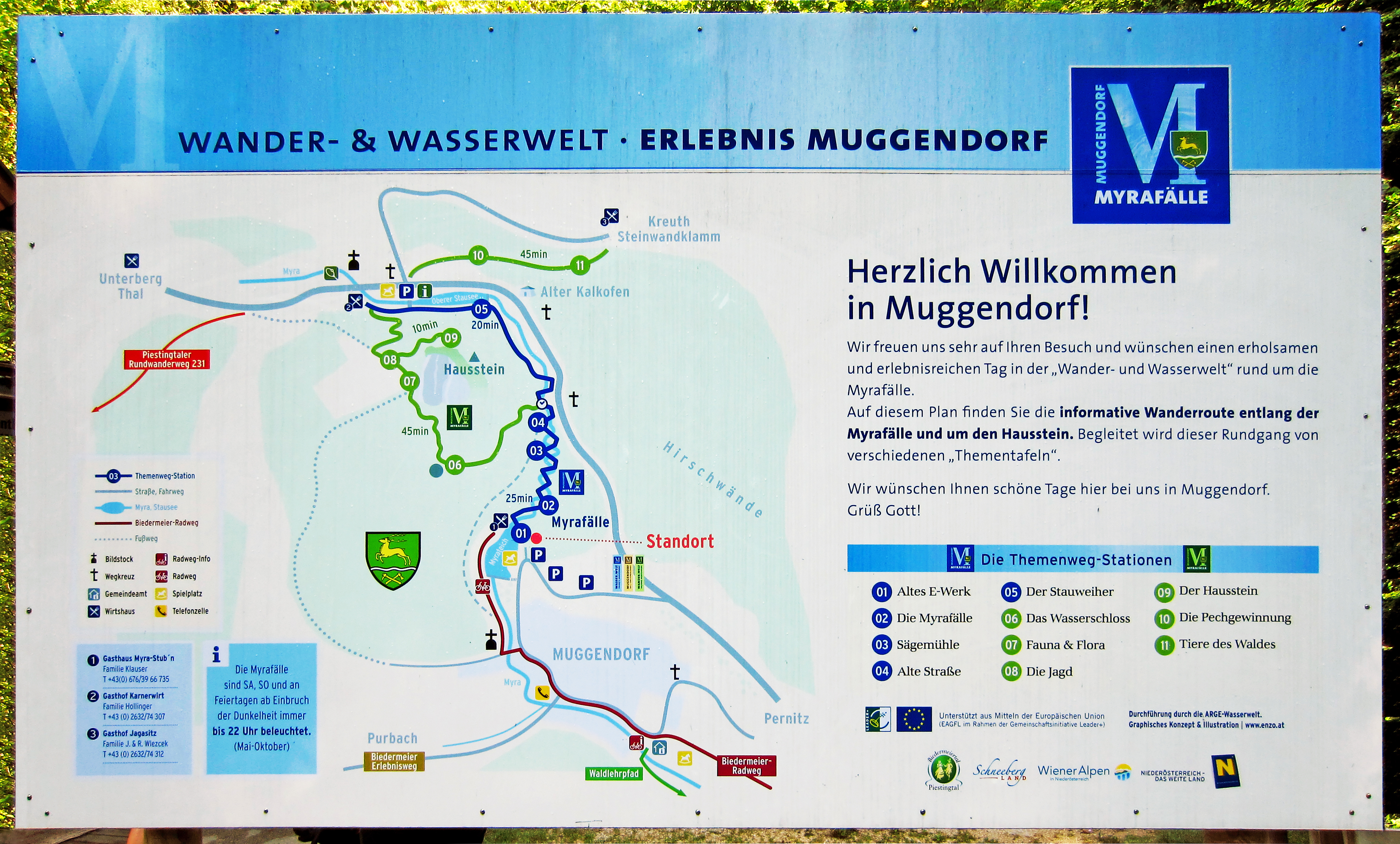
Wanderwege bei den Myrafällen

## Sonstiges
Am 7. Dezember 1977 brachte die Österreichische Post zu diesem Motiv eine Postmarke der Dauermarkenserie Landschaften aus Österreich zum Nominalwert von 20,00 Schilling (1,45 Euro) heraus.